# Alberto Aquilani
Alberto Aquilani (sinh ngày 7 tháng 7 năm 1984) là một cựu cầu thủ bóng đá người chơi ở vị trí tiền vệ trung tâm. Hiện anh đang làm huấn luyện viên trưởng của Pisa tại Serie B.
Aquilani bắt đầu sự nghiệp ở A.S.Roma, và sau khi được đem đi cho Triestina mượn anh trở về đội bóng ở Serie A. Aquilani bắt đầu trở thành nhân tố quan trọng của Roma ở mùa giải 2005-2006, mặc dù dính chấn thương và phải ngồi ngoài trong một thời gian dài. Anh chuyển đến Liverpool F.C. ở đầu mùa giải 2009-10 với một bảng hợp đồng trị giá 20,5 triệu bảng.
Ở cấp độ đội tuyển quốc gia, Aquilani đã cùng đội tuyển Ý tham dự Euro 2008.Anh có trận ra mắt ở đội tuyển vào tháng 11 năm 2006 trong trận hoà 1-1 với Thổ Nhĩ Kỳ.

## Sự nghiệp câu lạc bộ

### AS Roma
Vào năm 2001, khi anh 16 tuổi, Chelsea và Arsenal đã đề nghị anh về một bảng hợp đồng nhưng anh từ chối do ước mơ của anh là chơi cho đội bóng quê nhà Roma.
Anh có trận đấu đầu tiên ở Serie A khi mới 18 tuổi, dưới sự dẫn dắt của huấn luyện viên Fabio Capello vào ngày 10 tháng 5 năm 2003 trong trận tiếp Torino. Mùa giải 2003-04, anh được AS Roma cho 1 đội bóng ở Serie B Triestina mượn để anh có thể có mặt trong đội hình chính thức, qua đó trau dồi kỹ thuật cũng như tích lũy kinh nghiệm.
Trở về Roma ở mùa giải 2004-05, anh lập tức có một suất ở đội hình một. Ở mùa giải 2005-06, anh ghi bàn thứ hai cho Roma trong trận derby trước S.S. Lazio vào ngày 26 tháng 2 năm 2006; trận thắng đã giúp Roma phá vỡ kỉ lục về mạch trận thắng liên tiếp ở Serie A. (Sau này kỉ lục bị phá vỡ bởi Inter Milan ở mùa giải 2006-07).

### Mùa giải 2006-07
Ở mùa giải tiếp đó anh được đánh giá như một trong những cầu thủ tốt nhất của Roma. Anh được trao chiếc áo số 8 trước đây thuộc về Matteo Ferrari. Không may một chấn thương đã khiến anh phải ngồi ngoài trong một thời gian dài. Aquilani trở lại sân cỏ vào tháng 5 năm 2007 và chơi trong 3 trận cuối mùa giải.

### Mùa giải 2007-08
Anh cũng chơi ở UEFA Champions League trong trận tiếp Real Madrid và anh đã có một trận đấu rất thành công. Anh ghi 2 bàn từ hai quả sút xa trong hai trận đầu mùa giải 2007-08 tiếp Palermo và Siena. Mặc dù anh bị chấn thương vào tháng 10 năm 2007 song anh vẫn có thể quay trở lại đội hình vào tháng 1 năm 2008.

### Mùa giải 2008-09
Aquilani bị chấn thương trong trận tiếp Chelsea vào ngày 22 tháng 10 năm 2008. Anh trở lại sân cỏ vào ngày 11 tháng 1 năm 2009 trong trận tiếp AC Milan nhưng bị dính một chấn thương khác vào tháng 2 năm 2009. Mặc dù anh trong trận tiếp Arsenal khi vào sân ở phút cuối vào ngày 11 tháng 3 năm 2009 nhưng anh vẫn không thể chơi ở phần còn lại của mùa giải.
Vào ngày 26 tháng 5 năm 2009, Aquilani ký bản hợp đồng mới với Roma cho tới năm 2013, thêm hai năm so với bản hợp đồng cũ
.

### Liverpool
Vào ngày 5 tháng 8 năm 2009, Liverpool F.C. cho biết họ đã đạt được thoả thuận với A.S.Roma cho vụ chuyển nhượng Aquilani, và vấn đề chỉ còn là buổi kiểm tra sức khoẻ. Câu lạc bộ cho biết cầu thủ này đã vượt qua buổi kiểm tra sức khoẻ và ký hợp đồng 5 năm vào ngày 7 tháng 8 năm 2009. Roma cho biết mức giá là 20 triệu Euro. Aquilani không thể chơi trận mở màn của Liverpool ở mùa giải 2009-10 cho Liverpool do anh chưa hồi phục chấn thương. Anh được trao chiếc áo số 4 của huyền thoại sân Anfield Sami Hyypiä người đã gia nhập Bayer Leverkusen vào cuối mùa giải 2008-09.

### Juventus
Ngày 21 tháng 8 năm 2010, Liverpool và Juventus đã đạt được thoả thuận theo đó Aquilani sẽ gia nhập Juventus theo bản hợp đồng cho mượn có thời hạn 1 năm. Sau đó, Juventus sẽ tiếp tục đàm phán hợp đồng mới và đội bóng thành Turin có dự định sẽ mua đứt anh với mức giá 16 triệu euro cùng bản hợp đồng có thời hạn 3 năm.

## Thi đấu quốc tế
Cấp độ đội tuyển trẻ, anh chơi cho đội tuyển Ý ở vòng loại giải U16 châu Âu vào năm 2001.Anh vô địch giải U19 châu Âu vào năm 2003 cùng đội tuyển Ý và ghi 1 bàn. Anh sau đó được gọi lên tuyển U21 và tham dự vòng loại giải U21 châu Âu nhưng không được thi đấu ở vòng chung kết do bị chấn thương.
Aquilani có trận ra mắt trong màu áo đội tuyển Ý vào ngày 15 tháng 11 năm 2006 trong trận giao hữu gặp Thổ Nhĩ Kỳ. Anh có được vị trí chính thức ở giải U21 thế giới tổ chức ở Hà Lan vào năm 2007, ghi 2 bàn và có tên trong đội hình tiêu biểu của giải đấu. Ý về đích ở vị trí thứ năm của giải.
Anh có mặt cùng đội tuyển Ý ở Euro 2008, giải đấu ở cấp độ đội tuyển quốc gia đầu tiên của anh.Anh vào sân từ ghế dự bị trong trận đấu thứ ba của Ý ở giải, trận thắng 2-0 trước kình địch Pháp. Anh ra sân từ đầu trong trận tứ kết của Ý gặp Tây Ban Nha để thay thế cho Andrea Pirlo và Gennaro Gattuso bị treo giò. Trận này Ý thua 4-2 ở loạt đá luân lưu sau 120 phút hoà 0-0
.
Anh có bàn thắng đầu tiên cho Azzurri ở vòng loại World Cup 2010 trong trận tiếp Serbia và Montenegro vào ngày 15 tháng 10]] năm 2008 với một cú đúp. Tuy nhiên, anh đã không được huấn luyện viên Marcelo Lippi triệu tập vào đội hình đội tuyển Ý tham dự World Cup 2010 tại Nam Phi.

## Gia đình
Aquilani có bạn gái là diễn viên Ý Michela Quattrociocche, diễn viên chính trong bộ phim Sorry If I Love You vào năm 2008
.

## Thống kê
Tính đến 18 tháng 9 năm 2015.

### Câu lạc bộ
| Câu lạc bộ          | Câu lạc bộ          | Câu lạc bộ          | Giải đấu | Giải đấu  | Cúp quốc gia | Cúp quốc gia | Châu Âu1 | Châu Âu1  | Khác2  | Khác2     | Tổng cộng | Tổng cộng |
| Mùa giải            | Câu lạc bộ          | Giải đấu            | Ra sân   | Bàn thắng | Ra sân       | Bàn thắng    | Ra sân   | Bàn thắng | Ra sân | Bàn thắng | Ra sân    | Bàn thắng |
| ------------------- | ------------------- | ------------------- | -------- | --------- | ------------ | ------------ | -------- | --------- | ------ | --------- | --------- | --------- |
| 2002–03             | Roma                | Serie A             | 1        | 0         | 1            | 0            | —        | —         | —      | —         | 2         | 0         |
| 2003–04             | Triestina (mượn)    | Serie B             | 41       | 4         | —            | —            | —        | —         | —      | —         | 41        | 4         |
| 2004–05             | Roma                | Serie A             | 29       | 0         | 4            | 0            | 5        | 0         | —      | —         | 38        | 0         |
| 2005–06             | Roma                | Serie A             | 24       | 3         | 4            | 2            | 8        | 1         | —      | —         | 36        | 6         |
| 2006–07             | Roma                | Serie A             | 13       | 1         | 3            | 0            | 5        | 0         | 1      | 2         | 22        | 3         |
| 2007–08             | Roma                | Serie A             | 21       | 3         | 4            | 1            | 5        | 0         | 1      | 0         | 31        | 4         |
| 2008–09             | Roma                | Serie A             | 14       | 2         | 1            | 0            | 4        | 0         | 1      | 0         | 20        | 2         |
| 2009–10             | Liverpool           | Premier League      | 18       | 1         | 2            | 0            | 5        | 1         | 1      | 0         | 26        | 2         |
| 2010–11             | Liverpool           | Premier League      | 0        | 0         | 0            | 0            | 2        | 0         | 0      | 0         | 2         | 0         |
| 2010–11             | Juventus (mượn)     | Serie A             | 33       | 2         | 1            | 0            | 0        | 0         | 0      | 0         | 34        | 2         |
| 2011–12             | Milan (mượn)        | Serie A             | 23       | 1         | 1            | 0            | 7        | 0         | 0      | 0         | 31        | 1         |
| 2012–13             | Fiorentina          | Serie A             | 25       | 7         | 2            | 0            | 0        | 0         | 0      | 0         | 27        | 7         |
| 2013–14             | Fiorentina          | Serie A             | 31       | 6         | 3            | 0            | 10       | 1         | 0      | 0         | 44        | 7         |
| 2014–15             | Fiorentina          | Serie A             | 25       | 0         | 2            | 0            | 7        | 1         | 0      | 0         | 34        | 1         |
| 2015–16             | Sporting CP         | Primeira Liga       | 5        | 1         | 1            | 0            | 3        | 1         | 0      | 0         | 9         | 2         |
| Tổng cộng           | Ý                   | Ý                   | 280      | 29        | 26           | 3            | 51       | 3         | 3      | 2         | 360       | 37        |
| Tổng cộng           | Anh                 | Anh                 | 18       | 1         | 2            | 0            | 7        | 1         | 1      | 0         | 28        | 2         |
| Tổng cộng sự nghiệp | Tổng cộng sự nghiệp | Tổng cộng sự nghiệp | 298      | 30        | 28           | 3            | 58       | 4         | 4      | 2         | 388       | 39        |

1Bao gồm UEFA Champions League, UEFA Cup và UEFA Europa League

2Bao gồm Supercoppa Italiana và Football League Cup

### Đội tuyển quốc gia
| Ý         | Ý    | Ý   |
| Năm       | Trận | Bàn |
| --------- | ---- | --- |
| 2006      | 1    | 0   |
| 2007      | 2    | 0   |
| 2008      | 7    | 2   |
| 2009      | 1    | 0   |
| 2010      | 1    | 0   |
| 2011      | 9    | 1   |
| 2012      | 1    | 0   |
| 2013      | 11   | 2   |
| 2014      | 5    | 0   |
| Tổng cộng | 38   | 5   |

### Bàn thắng quốc tế
Tính đến ngày 11 tháng 10 năm 2013
| #  | Ngày                 | Địa điểm             | Đối thủ     | Bàn thắng | Kết quả | Giải đấu                 |
| -- | -------------------- | -------------------- | ----------- | --------- | ------- | ------------------------ |
| 1. | 15 tháng 10 năm 2008 | Lecce, Ý             | Montenegro  | 1–0       | 2–1     | Vòng loại World Cup 2010 |
| 2. | 15 tháng 10 năm 2008 | Lecce, Ý             | Montenegro  | 2–1       | 2–1     | Vòng loại World Cup 2010 |
| 3. | 10 tháng 8 năm 2011  | Bari, Ý              | Tây Ban Nha | 2–1       | 2–1     | Giao hữu                 |
| 4. | 31 tháng 5 năm 2013  | Bologna, Ý           | San Marino  | 4–0       | 4–0     | Giao hữu                 |
| 5. | 11 tháng 10 năm 2013 | Copenhagen, Đan Mạch | Đan Mạch    | 2–2       | 2–2     | Vòng loại World Cup 2014 |